# Barbara Tryjarska
Barbara Tryjarska (ur. 6 listopada 1947 w Warszawie) − polska psycholożka, doktor habilitowana, pracowniczka naukowa Wydziału Psychologii Uniwersytetu Warszawskiego, członkini Katedry Psychologii Klinicznej Dziecka i Rodziny. Zajmuje się uwarunkowaniami bliskości, intruzyjności i agresywności w parach małżeńskich oraz znaczeniem stylu więzi partnerów.

## Kariera naukowa
Studia wyższe ukończyła w 1970 na Wydziale Psychologii Uniwersytetu Warszawskiego i z tą uczelnią związała swoją karierę. W 1981 uzyskała tamże stopień doktora nauk humanistycznych w zakresie psychologii ze specjalnością psychologia kliniczna na podstawie dysertacji Związek postaw wychowawczych matek z neurotycznymi zaburzeniami młodzieży oraz podatność tych zaburzeń na oddziaływania psychokorekcyjne. Promotorką pracy doktorskiej była Lidia Grzesiuk. Na tym samym wydziale w 1997 uzyskała stopień doktora habilitowanego za rozprawę pt. Skrypty życiowe a konflikty jawne i ukryte w małżeństwie. Od 2000 jest profesor nadzwyczajną na Wydziale Psychologii UW oraz w Szkole Wyższej Psychologii Społecznej.

## Nagrody
W 1995 otrzymała nagrodę zespołową Ministra Edukacji Narodowej za współautorstwo podręcznika Psychoterapia: Szkoły, zjawiska, techniki i specyficzne problemy pod redakcją L. Grzesiuk, w 1996 nagrodę indywidualną Rektora Uniwersytetu Warszawskiego za monografię Skrypty życiowe a konflikty jawne i ukryte w małżeństwie, w 2008 nagrodę zespołową Ministra Nauki i Szkolnictwa Wyższego za wkład pracy w opracowanie trzytomowego podręcznika akademickiego pt. Psychoterapia pod redakcją L. Grzesiuk.
W 2009 „za wybitne zasługi w działalności na rzecz przemian demokratycznych, za osiągnięcia w podejmowanej z pożytkiem dla kraju pracy zawodowej i społecznej” odznaczona Krzyżem Oficerskim Orderu Odrodzenia Polski. 

## Wybrane publikacje
- Tryjarska, B. (1995). Skrypty życiowe a konflikty jawne i ukryte w małżeństwie. Warszawa: Oficyna Wydawnicza Wydziału Psychologii UW.
- Grzesiuk, L. i Tryjarska, B. (1995). Jak pomagać sobie, rodzinie i innym. Warszawa: PWN.
- Tryjarska, B. (2006). Psychoterapia grupowa. (Część pierwsza) W: L. Grzesiuk (red.), Psychoterapia. Praktyka. Podręcznik akademicki. (15-72). Warszawa: ENETEIA Wydawnictwo Psychologii i Kultury
- Tryjarska, B. (2006). Terapia rodzin. (Część druga) W: L. Grzesiuk (red.). Psychoterapia. Praktyka. Podręcznik akademicki. (74-141). Warszawa: ENETEIA Wydawnictwo Psychologii i Kultury
- Tryjarska, B. (red.) (2010). Bliskość w rodzinie. Więzi w dzieciństwie a zaburzenia w dorosłości. Warszawa: Wydawnictwo Naukowe Scholar
- Tryjarska, B. (2010). Problemy etyczne w psychoterapii W: L. Grzesiuk, H. Suszek (red.) Psychoterapia. Integracja. Podręcznik akademicki. (381-396). Warszawa: ENETEIA
- Tryjarska, B., Chrząstowski, S. (2010). Polska adaptacja Kalifornijskiego Kwestionariusza do Badania Rodziny. Przegląd Psychologiczny, 53(1), s. 101-120.[4]